# Steven van Herwijck
Steven van Herwijck (ur. ok. 1530 w Utrechcie, zm. w 1566 lub 1567 w Londynie) – holenderski medalier, rzeźbiarz oraz malarz. 
Artysta dużo podróżował. W roku 1557 odwiedził Włochy, w następnym roku tworzył w swym rodzinnym mieście, a od 1559 do 1561 w Antwerpii, skąd wyjechał do Polski, pracując tam w 1561 i 1562. W tymże 1562 udał się do Londynu i z krótką przerwą na pobyt w Niderlandach przebywał w nim do śmierci. 
Tworzył w  stylu manieryzmu, specjalizując się w medalierstwie i rytownictwie. Jest autorem siedmiu medali z popiersiami członków polskiej rodziny królewskiej (kilka innych mu się przypisuje), medalu przedstawiającego Jana Baptystę Tęczyńskiego i Cecylię Wazównę oraz medalu z postaciami małżeństwa Mrzygłodów z Wilna. W czasie pobytu w Anglii wykonał medale z portretami tamtejszych możnych, w tym przypisywany mu portret króla Henryka VIII. Znane są też medale z wizerunkami dygnitarzy niderlandzkich. Obraz przypisywany artyście znajduje się w Yale Center for British Art.
Medale Herwijcka (w tym późniejsze kopie) lub mu przypisywane są w zbiorach British Museum, Metropolitan Museum of Art, Rijksmuseum, Muzeum Narodowego w Krakowie oraz Muzeum Narodowego w Lublinie (kopia).